# Édison Carcelén
Édison Javier Carcelén Chalá (n. Pimampiro, Ecuador; 11 de septiembre de 1992) es un futbolista ecuatoriano. Juega de defensa y su equipo actual es Técnico Universitario de la Serie A de Ecuador.

## Estadísticas

### Clubes
Actualizado al último partido disputado el 12 de julio de 2025.
| Club                                   | Div.          | Temporada     | Liga  | Liga  | Copas nacionales | Copas nacionales | Copas internacionales | Copas internacionales | Total | Total |
| Club                                   | Div.          | Temporada     | Part. | Goles | Part.            | Goles            | Part.                 | Goles                 | Part. | Goles |
| -------------------------------------- | ------------- | ------------- | ----- | ----- | ---------------- | ---------------- | --------------------- | --------------------- | ----- | ----- |
| Cuniburo · Ecuador                     | 3.ª           | 2011          | 26    | 2     | —                | —                | —                     | —                     | 26    | 2     |
| Cuniburo · Ecuador                     | 3.ª           | 2012          | 26    | 2     | —                | —                | —                     | —                     | 26    | 2     |
| Cuniburo · Ecuador                     | Total club    | Total club    | 52    | 4     | 0                | 0                | 0                     | 0                     | 52    | 4     |
| Aucas · Ecuador                        | 2.ª           | 2013          | 10    | 0     | —                | —                | —                     | —                     | 10    | 0     |
| Aucas · Ecuador                        | 2.ª           | 2014          | 26    | 0     | —                | —                | —                     | —                     | 26    | 0     |
| Aucas · Ecuador                        | 1.ª           | 2015          | 34    | 2     | —                | —                | —                     | —                     | 34    | 2     |
| Aucas · Ecuador                        | 1.ª           | 2016          | 31    | 3     | —                | —                | 2                     | 0                     | 33    | 3     |
| Liga Deportiva Universitaria · Ecuador | 1.ª           | 2017          | 9     | 0     | —                | —                | 2                     | 0                     | 11    | 0     |
| Liga Deportiva Universitaria · Ecuador | Total club    | Total club    | 9     | 0     | 0                | 0                | 2                     | 0                     | 11    | 0     |
| The Strongest · Bolivia                | 1.ª           | 2018          | 30    | 5     | —                | —                | 3                     | 1                     | 33    | 6     |
| The Strongest · Bolivia                | Total club    | Total club    | 30    | 5     | 0                | 0                | 3                     | 1                     | 33    | 6     |
| Universidad Católica · Ecuador         | 1.ª           | 2019          | 15    | 2     | 1                | 0                | 2                     | 1                     | 18    | 3     |
| Universidad Católica · Ecuador         | Total club    | Total club    | 15    | 2     | 1                | 0                | 2                     | 1                     | 18    | 3     |
| Aucas · Ecuador                        | 1.ª           | 2020          | 2     | 0     | —                | —                | 1                     | 0                     | 3     | 0     |
| Aucas · Ecuador                        | Total club    | Total club    | 103   | 5     | 0                | 0                | 3                     | 0                     | 106   | 5     |
| Orense · Ecuador                       | 1.ª           | 2020          | 11    | 1     | —                | —                | —                     | —                     | 11    | 1     |
| Orense · Ecuador                       | 1.ª           | 2021          | 14    | 0     | —                | —                | —                     | —                     | 14    | 0     |
| Orense · Ecuador                       | Total club    | Total club    | 25    | 1     | 0                | 0                | 0                     | 0                     | 25    | 1     |
| Técnico Universitario · Ecuador        | 1.ª           | 2022          | 23    | 2     | 1                | 0                | —                     | —                     | 24    | 2     |
| Técnico Universitario · Ecuador        | 1.ª           | 2023          | 22    | 0     | —                | —                | —                     | —                     | 22    | 0     |
| Técnico Universitario · Ecuador        | 1.ª           | 2024          | 9     | 0     | 0                | 0                | 1                     | 0                     | 10    | 0     |
| Técnico Universitario · Ecuador        | 1.ª           | 2025          | 10    | 1     | 0                | 0                | —                     | —                     | 10    | 1     |
| Técnico Universitario · Ecuador        | Total club    | Total club    | 64    | 3     | 1                | 0                | 1                     | 0                     | 66    | 3     |
| Total carrera                          | Total carrera | Total carrera | 298   | 20    | 2                | 0                | 11                    | 2                     | 311   | 22    |
| 1. 2.                                  |               |               |       |       |                  |                  |                       |                       |       |       |

## Palmarés

### Campeonatos nacionales
| Título             | Club  | Año  |
| ------------------ | ----- | ---- |
| Serie B de Ecuador | Aucas | 2014 |